# Beyond Rangoon (film)
Beyond Rangoon is een Amerikaanse actie-dramafilm uit 1995. De film is geregisseerd door John Boorman. De film ging in première op het filmfestival van Cannes in 1995. Daar werd regisseur Boorman genomineerd voor een Palme d'Or (De Gouden Palm).

## Verhaal
Laura Bowman (Patricia Arquette) is een Amerikaanse toerist die op vakantie is in Myanmar (Burma). Tijdens deze vakantie op 8 augustus 1988 komt haar veiligheid in gevaar als daar een opstand begint, waar een reeks van marsen, demonstraties, protesten en rellen plaatsvinden. Deze gebeurtenissen zijn ook bekend onder de naam 8888 Uprising. De opnames vonden voornamelijk plaats in Maleisië. Hoewel het scenario van de film fictie was, werd de film wel geïnspireerd door de echte mensen en echte gebeurtenissen.

## Rolverdeling
| Acteur             | Personage                 |
| ------------------ | ------------------------- |
| Patricia Arquette  | Laura Bowman              |
| U Aung Ko          | U Aung Ko                 |
| Frances McDormand  | Andy Bowman               |
| Spalding Gray      | Jeremy Watt               |
| Tiara Jacquelina   | San San, Hotel Desk Clerk |
| Kuswadinath Bujang | Kononel bij Hotel         |
| Victor Slezak      | Mr. Scott                 |
| Jit Murad          | Sein Htoo                 |
| Ye Myint           | Zaw Win                   |
| Cho Cho Myint      | Zabai                     |

## Filmmuziek
De muziek uit de film werd gecomponeerd door Hans Zimmer.